# Hans Mild
Hans Hjalmar "Tjalle" Mild, född 31 juli 1934 i Sankt Görans församling, Stockholm, död 23 december 2007 i Sofia församling, Stockholm
, var en svensk bandyspelare, fotbollsspelare, ishockeyspelare och ishockeytränare.
Tjalle Mild inledde sin idrottskarriär i Karlbergs BK som han representerade i både fotboll, bandy och ishockey. Han kom att värvas av Djurgården där han var en ledande spelare i fotboll och ishockey. 
I fotboll, där han var back/mittfältare, debuterade han för svenska landslaget vid en landskamp mot Republiken Irland i maj 1955, och under slutet av 1950-talet och början av 1960-talet var han en av Sveriges mer framgångsrika försvarsspelare i fotboll. Men det var i ishockey, där han var forward, som hans framgångar var som störst. Han spelade 31 fotbollslandskamper och 63 ishockeylandskamper.
Efter sin aktiva karriär kom han att ägna sig åt ishockey och ledarskap. Som tränare för Djurgårdens A-lag och ungdomar låg han bakom blivande storspelare som Håkan Södergren, Jens Öhling, Thomas Eriksson och Tommy Mörth. Mild kom även att spela inför storpublik med Hammarby Hockey under säsongen 1965/1966.  
Mild fortsatte sedan att träna Hammarby Hockey resten av 60-talet.

## Klubbar som aktiv
- Karlbergs BK
- IK Göta
- Djurgårdens IF
- Hammarby IF
- IK Sirius
- IK City[2][3]

## Klubbar som tränare
- Djurgårdens IF
- Hammarby IF
- IF Cobran
- Södertälje SK
- Nyköpings BIS
- IK Sirius
- IK City

## Meriter
- Guldbollenvinnare 1964
- Silver i OS 1964 (ishockey)
- VM-silver 1963 (ishockey)
- EM-silver (ishockey) 1963, 1964
- EM-brons (ishockey) 1959, 1961
- 31 landskamper i fotboll
- 63 landskamper i ishockey
- Stor grabb i både fotboll och ishockey
- Mild blev svensk mästare i fotboll två gånger (1959 och 1964) och hela sex gånger (1958, 1959, 1960, 1961, 1962 och 1963) i ishockey
- B-landslagsman i bandy och reserv i en A-landskamp i bandy.
- Uttagen till "All Star Team" vid VM i ishockey 1963

## Galleri

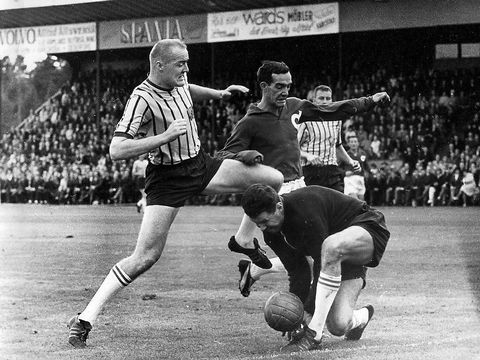
Hans Mild (till vänster) i kamp med Tord Grip (i mitten).
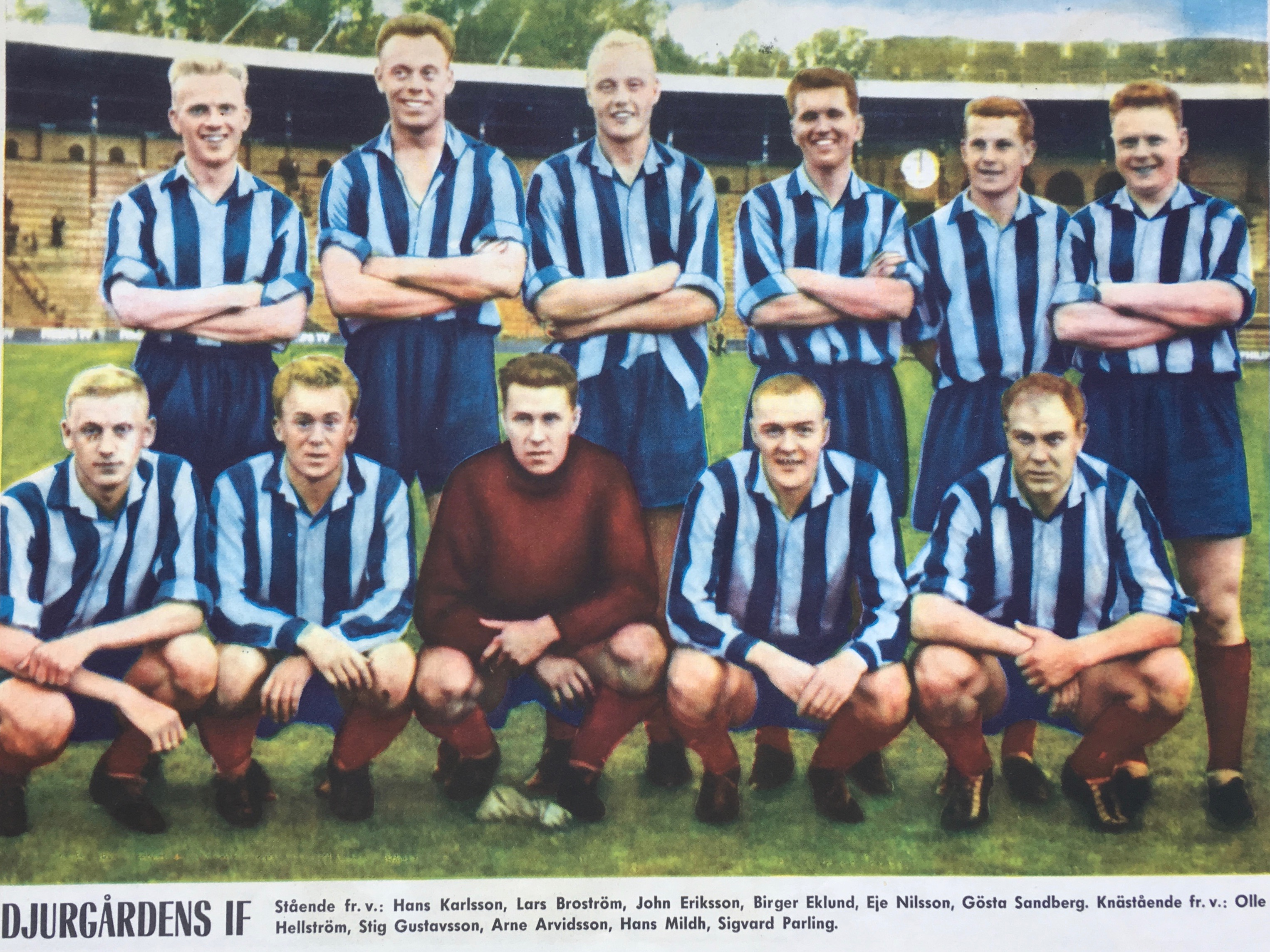
Djurgårdens IF:s mästarlag i allsvenskan 1959. Stående från vänster: Hans Karlsson, Lars Broström, John "Jompa" Eriksson, Birger Eklund, Eje Nilsson, Gösta "Knivsta" Sandberg. Knästående: Olle "Lill-Lappen" Hellström, Stig Gustavsson, Arne Arvidsson, Hasse Mild och Sigge Parling.]